# Final Fantasy IV
Pour les articles homonymes, voir FF4.
Final Fantasy IV (ファイナルファンタジーIV, Fainaru Fantajī Fō) est un jeu vidéo de rôle développé par Square sous la direction de Hironobu Sakaguchi, le créateur de la série. Le jeu est édité par Square sur Super Nintendo en juillet 1991 au Japon puis en novembre en Amérique du Nord dans une version épurée. Il s'agit du quatrième épisode de la série Final Fantasy et du premier à être produit sur console 16-bits.
L'histoire met en scène la quête de Cecil, chevalier noir essayant de sauver son roi de l'emprise du maléfique Golbez. Cecil est, entre autres, aidé dans sa quête par sa compagne Rosa et par son meilleur ami, le chevalier dragon Kain (représenté sur le logo). Au fur et à mesure de la progression, le groupe tente d'arrêter Golbez qui tente d'anéantir le monde. Le scénario est aujourd'hui considéré comme un classique du jeu de rôle japonais.
Final Fantasy IV introduit plusieurs innovations qui deviendront récurrentes dans la série, et courantes dans les jeux vidéo de rôle. La principale est l'utilisation d'un système de combat en semi-temps réel dénommé Active Time Battle, qui sera repris dans de nombreux opus suivants. En raison de ses importantes innovations au niveau du gameplay, Final Fantasy IV est très bien accueilli par la critique et est aujourd'hui considéré comme l'un des jeux les plus influents dans le domaine du jeu de rôle japonais. Le jeu sera réédité à plusieurs reprises : sur PlayStation à partir de 1997, sur WonderSwan Color en 2002, puis sur Game Boy Advance en 2005 et 2006. Le jeu bénéficie également d'un remake entièrement en 3D sur Nintendo DS, distribué en 2007 et 2008.
Il est classé « 82e meilleur jeu de tous les temps » selon le site français Jeuxvideo.com.

## Système de jeu
Final Fantasy IV est un jeu vidéo de rôle (également désigné par l'acronyme anglais RPG). Il est le premier opus à utiliser le système de combat "ATB" (Active Time Battle), proposant un gameplay d'un nouveau genre. Le principe de l'ATB est le suivant. Dans un combat, en plus des informations (personnages/HP/MP) se trouve une barre qui se remplit au fur et à mesure. Lorsque cette barre est pleine, le personnage peut agir. Plusieurs actions sont alors disponibles: Attaquer, Défense, Position, Objet, etc. Selon l'action choisie, le personnage met plus ou moins de temps à l'exécuter et, lorsque celle-ci est achevée, la jauge ATB correspondante retourne à zéro pour se remplir à nouveau.
Ce système permet une implication plus poussée du joueur dans le combat comparé au système du tour par tour utilisé dans les versions précédentes, et donne aussi une dimension beaucoup plus tactique à l'ensemble dans la mesure où des sorts permettent de ralentir  ou d'accélérer le remplissage de la jauge ATB.

## Trame

### Monde
Final Fantasy IV se déroule dans un monde de fantasy. La planète, simplement appelée Planète Bleue fait clairement référence à la Terre bien qu'elle ne soit jamais nommée directement. La surface de la planète est constituée de manière classique, avec continents, îles et archipels, abritant déserts, prairies, forêts et montagnes. Les humains peuplant ce monde sont regroupés dans sept villes et quelques châteaux. La planète abrite aussi un monde souterrain, totalement coupé de la surface pendant des siècles et habité par les nains. Cet endroit, situé dans les entrailles du monde, est baigné de lave. L'aventure se poursuit aussi sur la Lune, où repose le peuple des Sélénites, d'antiques magiciens venus d'un autre monde. Présentant une surface accidentée, la Lune ne contient que quelques grottes hormis le grand palais des Sélénites. La Lune héberge aussi la race des amusants Hummingway. Arborant une apparence extravagante et des comportements comiques, les Hummingway vivent en groupe dans une petite grotte. L'univers de Final Fantasy IV est teinté de médiéval-fantastique. Le système féodal est en place et les souverains usent d'aéronefs et de machines de guerre. Plusieurs personnages ont reçu une formation de magicien et sont capables d'utiliser des pouvoirs surnaturels pour, par exemple, attaquer ou soigner d'autre personnages.

### Personnages
Final Fantasy IV propose de diriger un total de douze personnages ayant chacun une classe différente. Au début du jeu, le héros, Cécil Harvey, est un chevalier noir à la tête de l'unité des Ailes Rouges du château de Baron, une flotte d'aéronefs de guerre. Déchu de sa place en raison de sa désobéissance aux ordres d'un roi devenu subitement fou qui veut l'obliger à attaquer les royaumes voisins, Cécil tente de se racheter. Malgré sa grande force physique Cécil est un personnage qui doute, longtemps tourmenté entre sa fidélité à un roi qui l'a adopté et élevé et son sens de l'honneur et de la justice. Cécil mènera longtemps une quête sur ses origines pour retrouver sa famille perdue. Il finit par délaisser les arcanes maléfiques au profit de la bonté et de la pureté, en devenant paladin. Cécil est aidé dans sa quête par plusieurs proches. Rosa Joanna Farrell, sa petite amie, fera tout pour l'aider durant sa quête et elle le fera la plupart du temps par amour pour lui. Avec ses nombreux sorts de magie blanche, elle deviendra vite indispensable dans l'équipe. Kaïn Highwind, le meilleur ami de Cécil depuis l'enfance, est un chevalier dragon Commander de l'unité des Dragons à Baron. Froid et tourmenté, Kaïn vit en reclus dans le château; il cache son amour pour Rosa en raison de l'amitié qu'il porte à Cécil. Son âme faillible sera contrôlée un temps par Golbez. C'est un personnage intéressant rappelant le mythe de Caïn et Abel puisque c'est avant tout la haine que Kaïn porte à Cécil, son presque frère, qui le pousse à l'attaquer, le contrôle de Golbez n'étant qu'un prétexte. Ici, ce n'est évidemment pas à Dieu que chacun des deux "frères" veut plaire, mais à Rosa. L'ingénieur Cid Pollendina viendra aussi en aide à Cécil à grand renfort d'inventions mécaniques très utiles.

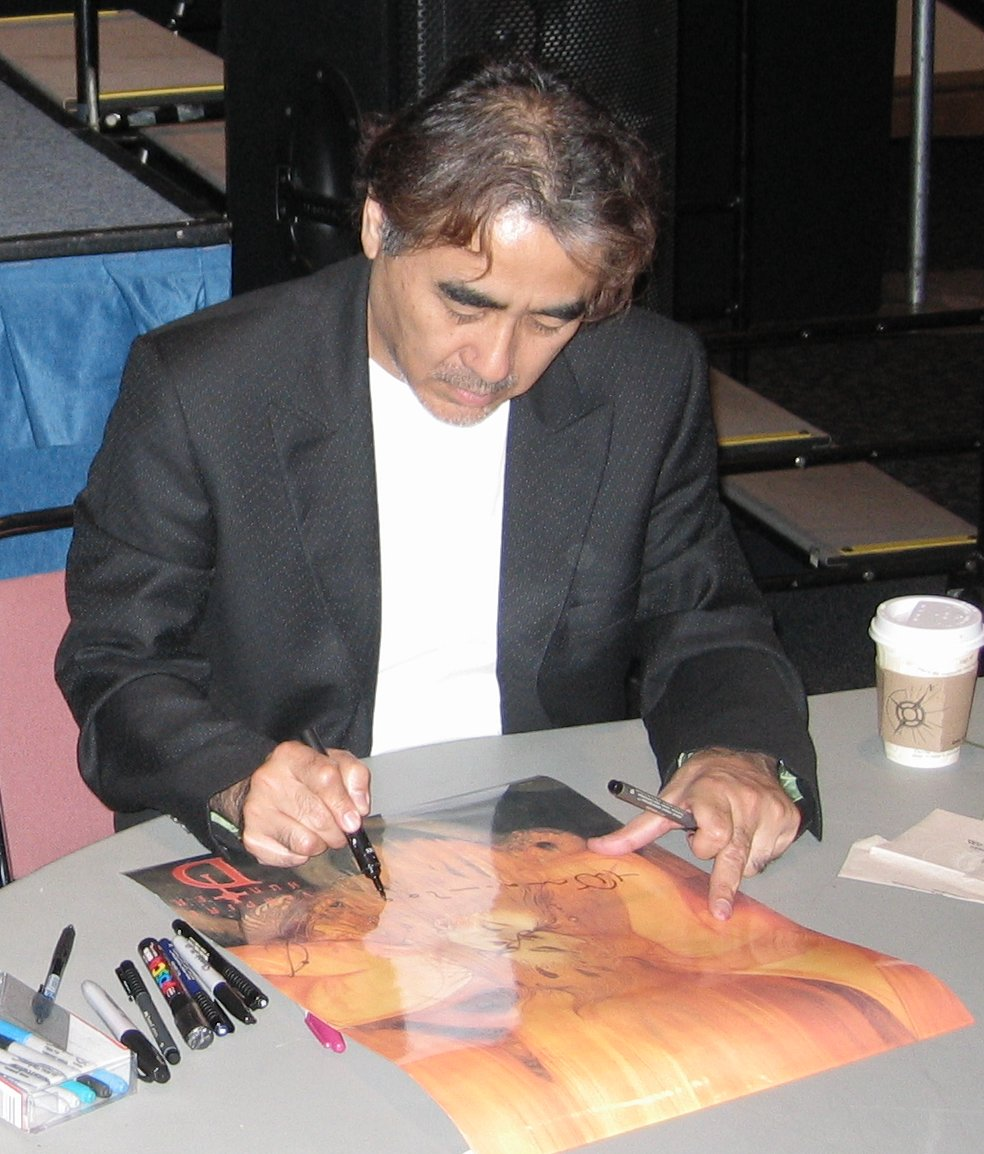
Yoshitaka Amano est le créateur des personnages de Final Fantasy IV.

Au cours de l'aventure, le groupe est complété par plusieurs personnages qui s'allient parfois pour un temps seulement. Rydia est une jeune « invocatrice » de Myst, survivante de la destruction du village par les Ailes Rouges. Malgré ses faibles capacités physiques, elle est la seule à pouvoir appeler les chimères, de puissants esprits qui prêtent leur puissance lors des combats. Tellah est un sage et un grand mage qui rejoint le groupe pour abattre Golbez. Edward Chris von Muir est le jeune prince de Damcyan. Déjà assez pleutre, il perd tout espoir lorsque son royaume est bombardé et sa fiancée tuée dans l'attaque des Ailes Rouges, il reprendra confiance en lui grâce à Cécil. Avec sa classe de barde, ses faibles caractéristiques et ses fuites inopinées lors des combats, il s'agit souvent d'un personnage peu utilisé par le joueur. Yang Fang Leiden, chef des moines de Fabul rejoint le groupe après que son royaume a été détruit. Les jeunes jumeaux apprentis Palom et Porom portent assistance à Cécil quand il se rend au mont du supplice. Alors que Palom est un jeune garçon espiègle qui maîtrise la magie noire, la jeune et sage Porom a des talents de guérisseuse. Edge Geraldine est le jeune prince présomptueux d'Éblana maitrisant des techniques de ninja, il tombe amoureux de Rydia. En fin d'aventure, le groupe est rejoint par Fusoya, le gardien des Sélénites, un puissant magicien.
Les aventuriers s'opposent à Golbez, un puissant et mystérieux guerrier qui a pris la tête des Ailes Rouges et qui semble manipuler l'esprit du roi de Baron. Il n'hésite pas à attaquer les pays voisins pour obtenir les cristaux magiques dispersés à travers le monde. En réalité, il s'avère être contrôlé par Zémus, un Sélénite maléfique. À la fin du jeu, libéré de son emprise et pris de remords pour tous ses crimes, Golbez se joint à Cécil pour détruire Zémus, et se révèle être le frère du paladin, tous deux descendants d'un Sélénite fasciné par la Planète Bleue.
Noms et description des personnages
- Cécil Harvey : Capitaine des Ailes Rouges de Baron, il est l'ami de Kaïn et le frère cadet de Golbez. Orphelin, le roi de Baron le prendra sous son aile. Il deviendra lors de l'aventure un paladin.
- Kaïn Highwind : Commandant des chevaliers dragons de Baron, il est l'ami de Cécil. Il aime Rosa, mais cette dernière aime Cécil à la grande tristesse de Kaïn. Il se fera manipuler à plusieurs reprises par Golbez.
- Rosa Joanna Farrell : Mage blanc de Baron, Rosa est amoureuse de Cécil. Au cours de l'aventure, elle se fera capturer par Golbez, le frère aîné de Cécil.
- Rydia : Invocatrice, elle est une rescapée de Myst. Orpheline à cause de Cécil, elle se joindra à l'équipe de Cécil durant un bout, pour finalement se faire "capturer" par Léviathan, et ainsi elle se réfugie durant un certain temps au monde des éons. Elle reviendra durant le combat contre Golbez pour ensuite rester jusqu'à la fin du jeu.
- Tellah : Sage, Tellah n'est pas en accord avec l'amour que porte sa fille Anna sur Edward Chris von Muir, barde de Damcyan. Pour cette raison, Anna fugue avec son bien-aimé Edward.
- Edward Chris von Muir : Prince de Damcyan, Edward se fait passer pour un barde itinérant, afin de ne pas attirer l'attention. Sa bien-aimée, Anna, périra durant l'attaque de Golbez contre Damcyan.
- Yang Fang Leiden : Grand maître des moines de Fabul, il aidera Cécil pendant son périple. Il mourra dans la Tour de Babel, où il se sacrifiera pour sauver les nains. Néanmoins, il sera "sauvé" par les Sylphides et pourra ainsi revenir.
- Palom : Mage noir de Mysidia, il surveillera Cécil dans son périple sur le mont du supplice en compagnie de sa sœur jumelle, Porom. Il se sacrifiera lui aussi en se transformant volontairement en pierre. Après que Cécil et son groupe aient vaincu le Géant, il reviendra néanmoins avec sa sœur, tous deux réanimés par le Sage de Mysidia.
- Porom : Mage blanc de Mysidia, elle surveillera Cécil dans son périple sur le mont du supplice en compagnie de son frère jumeau, Palom. Elle se sacrifiera elle aussi en se transformant volontairement en pierre. Après que Cécil et son groupe aient vaincu le Géant, elle reviendra néanmoins avec son frère, tous deux réanimés par le Sage de Mysidia.
- Cid Pollendina : Ingénieur en chef de la flotte de Baron, il construira l'Entreprise, un aéronef qui aidera en grande partie le périple de Cécil et des autres. Il fera partie de l'équipe pendant un bout du jeu.
- Edge Geraldine : Prince d'Éblana et ninja, il arrivera vers la fin du jeu et tombera sous les charmes de Rydia. Il fera partie de l'équipe jusqu'à la fin du jeu.
- Fusoya : Sélénite, un habitant de la Lune, il sera dans l'équipe pendant le Géant de Babil pour finalement partir avec Golbez, afin de mettre fin à Zémus.
- Théodore Harvey (Golbez) : Manipulé par Zémus depuis son enfance, Théodore changera de nom pour Golbez (Zémus lui a donné ce nom) et fera l'objet des forces du mal. Golbez croit que Cécil est la cause de la mort de ses parents. Il décide de s'en débarrasser aux frontières de Baron alors que Cécil n'est encore qu'un nouveau-né.

### Scénario
Final Fantasy IV débute lorsque Cecil, chef de l'unité des Ailes Rouges, une flotte d'aéronefs de guerre, attaque Mysidia et vole le cristal de l'eau, un objet possédant de grands pouvoirs magiques. De retour à Baron, il questionne son roi sur ses motivations et se retrouve déchu pour désobéissance. Afin de retrouver sa place, il doit effectuer une mission au village de Mist. Son ami Kain l'accompagne. À Mist, la mission du roi se révèle être un piège qui détruit le village. Cette traitrise pousse Cecil et Kain à se rebeller contre Baron. Ils rencontrent Rydia, la seule survivante de la catastrophe, qui dans sa colère invoque le puissant esprit destructeur Titan qui provoque un tremblement de terre. Lorsqu'il reprend connaissance, Cecil se retrouve seul et transporte Rydia au village voisin de Kaipo. Après l'avoir sauvé des assassins de Baron, Cecil se fait une nouvelle amie en la personne de Rydia. Ils retrouvent Rosa, une amie de Cecil et mage blanc, qui était tombée malade en allant le rechercher.
Sur la route de Damcyan, le groupe rencontre le grand sage Tellah, à la recherche de sa fille Anna. Arrivé à quelques foulées du château, le groupe assiste impuissant à la destruction de celui-ci par les Ailes Rouges et au vol du cristal du feu. Ils ne peuvent que se désespérer à la vue de la mort des habitants et d'Anna. Fou de rage, Tellah part seul tuer Golbez, le nouveau chef des Ailes Rouges qui a dirigé l'attaque. Edward, prince de Damcyan et amant d'Anna se joint au groupe pour aider Rosa et stopper Baron. Après la guérison de Rosa, les aventuriers décident de rejoindre Fabul et d'y protéger le cristal du vent de Golbez et des Ailes Rouges. Sur la route du mont Hobs, ils rencontrent Yang qui les rejoint pour protéger sa patrie. Lors de l'attaque des Ailes Rouges contre Fabul, le groupe découvre que Kain est devenu le bras droit de Golbez. Il défie et se bat en duel contre son ancien ami Cecil. Alors que Golbez kidnappe Rosa, Kain s'empare du troisième cristal et ils s'enfuient. Pendant qu'ils voyagent en bateau vers Baron, les aventuriers sont attaqués par Léviathan, un gigantesque monstre marin, et le groupe est séparé.
Cecil s'échoue près du village de Mysidia. Pour abattre Golbez, l'ancien du village lui conseille d'abandonner les arcanes obscures pour se tourner vers la bonté en devenant paladin. Pour l'assister et le surveiller lors du pèlerinage nécessaire au mont du Supplice, Cecil est rejoint par les deux jeunes apprentis Palom et Porom. Au sommet de la montagne, ils retrouvent Tellah mais sont attaqués par Scarmiglione, l'un des quatre seigneurs élémentaires, sous les ordres de Golbez. Après leur victoire, Cecil réussi le test et devient paladin tandis que Tellah apprend le sort Météore, une magie ultime, seule qui serait capable d'anéantir Golbez. De retour à Baron, Cecil retrouve Yang, puis ils découvrent ensemble que le roi a été assassiné et sa place usurpée par Cagnazzo, le seigneur élémentaire de l'eau. Après l'avoir vaincu, le groupe délivre Cid et s'enfuit avec un aéronef. Mais victimes du dernier piège de Cagnazzo, Palom et Porom se sacrifient afin de sauver le groupe.
Pour retrouver Rosa, Kain demande à Cecil de lui rapporter le dernier cristal. Le groupe s'en empare puis le ramène à la tour de Zott où siège Golbez. Au sommet, Tellah l'attaque en lançant le météor au prix de sa vie. Affaibli, Golbez perd le contrôle de l'esprit de Kain. Recouvrant sa lucidité, Kain aide Cecil à sauver Rosa puis apprend à ses amis que Golbez part maintenant dans le monde souterrain pour obtenir les quatre cristaux des ténèbres, qui pourront le mener jusqu'à la Lune. Dans ce monde peuplé de nains, Cecil aide le roi Giotto à combattre Golbez et protéger les cristaux. Alors que le groupe combat Golbez qui essaye de voler un cristal, Rydia réapparait, désormais bien plus puissante. Mais Golbez s'empare du cristal, et le groupe le poursuit jusqu'à la tour de Babil mais celui-ci se réfugie à son sommet, dans le monde supérieur.
De retour à la surface, Cid se jette du vaisseau avec une bombe pour refermer le passage devant les Ailes Rouges. Sur le chemin du repaire de Golbez, le groupe est rejoint par Edge, qui poursuit Rubicante. À la tour de Babil, le groupe défait le dernier seigneur élémentaire, et est obligé de tuer le roi et la reine d'Eblan, transformés en monstre par le docteur Lugae. Précipités dans une portion inférieure de la tour à cause d'une trappe cachée, les aventuriers trouvent un vaisseau leur permettant de retourner dans le monde souterrain pour y protéger le huitième et dernier cristal. Mais à leur arrivée, Kain, de nouveau sous l'emprise de Golbez, vole le dernier artefact. De retour au château des nains, Giotto parle à Cecil d'un légendaire vaisseau qui pourrait permettre de poursuivre Golbez sur la Lune. À Mysidia, les prières des prêtres permettent de faire réapparaitre l'antique aéronef pour aider les aventuriers.
Arrivé sur la Lune, le groupe fait la connaissance de FuSoYa. Il apprend à Cecil qu'il est le fils d'un Sélénite et explique que le maléfique Zemus cherche à éradiquer la vie sur la Planète Bleue afin de faciliter la colonisation de sa race. Pour cela, il contrôle Golbez afin de lui faire invoquer un robot géant conçu pour tout détruire. De retour sur la planète, le groupe et une coalition des armées du monde attaquent le robot destructeur. Entrés à l'intérieur, les aventuriers réussissent à détruire la machine. FuSoYa parvient à mettre fin à l'emprise de Zemus sur Golbez, et Cecil apprend que celui-ci est son frère. Golbez et FuSoYa partent pour la Lune pour terrasser Zemus, suivis de près par le reste du groupe, après qu'ils eurent retrouver Kain. Au cœur du satellite, Golbez et FuSoYa parviennent à tuer Zemus, mais il ressuscite sous la forme de l'esprit Zeromus. Avec l'aide d'un cristal spécial donné par Golbez et des prières de ses amis restés sur la Planète Bleue, Cecil et ses compagnons parviennent finalement à anéantir Zeromus. FuSoYa et Golbez décident alors de rester sur la Lune. Un an plus tard, durant l'épilogue, la Lune des Sélénites s'en est allé et les héros se réunissent pour célébrer le mariage de Cecil et Rosa, le nouveau couple royal de Baron.

## Développement

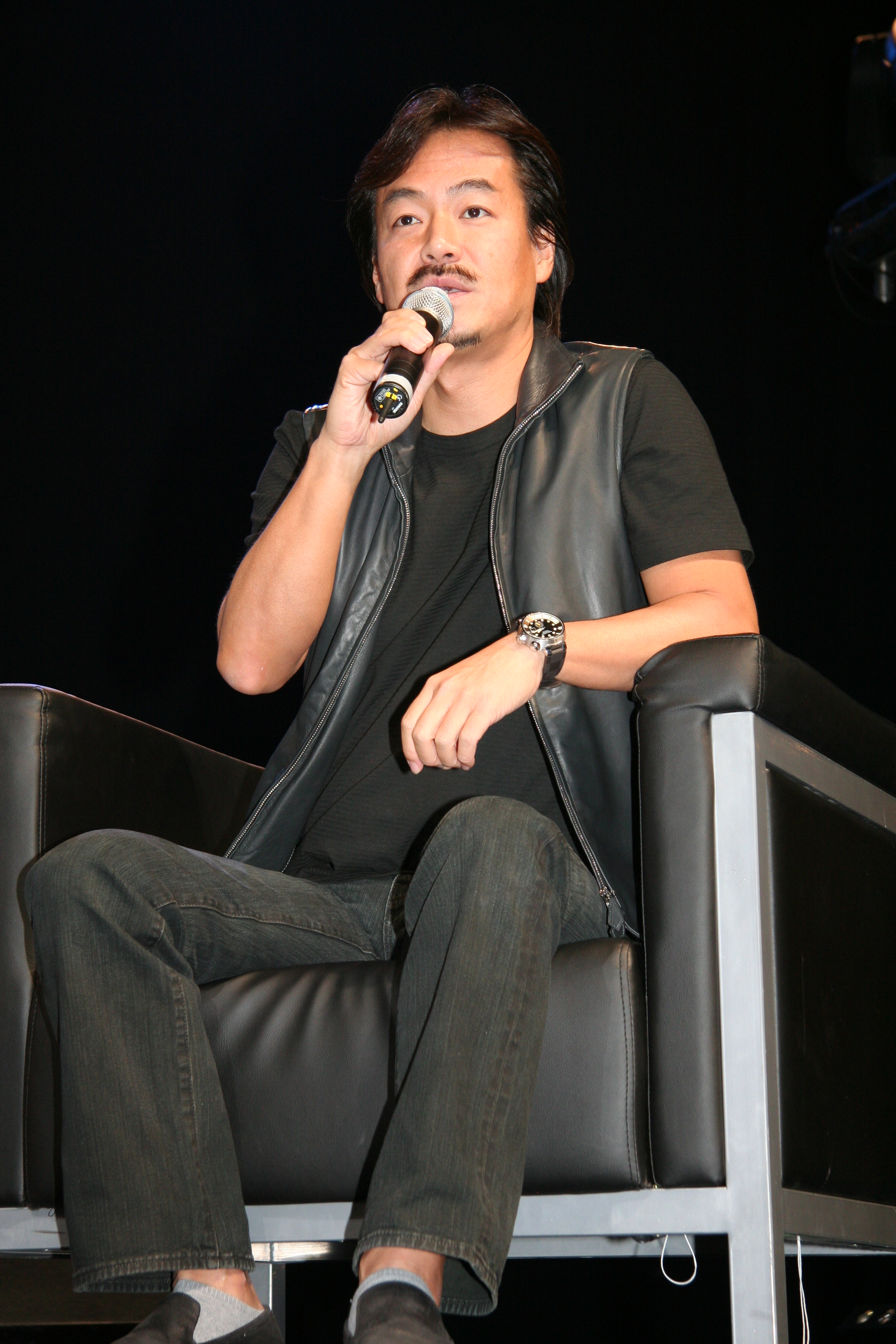
Hironobu Sakaguchi est le directeur du projet.

Après l'achèvement de Final Fantasy III en 1990, Square prévoit de développer deux nouveaux épisodes, un dernier pour la Famicom, et un autre pour la nouvelle Super Famicom de Nintendo. Mais ce plan est rapidement mis de côté, à la faveur d'un passage immédiat sur la nouvelle console 16-bits.
Grâce à la puissance accrue de la machine et la plus grande mémoire des cartouches, les développeurs sont capables de proposer des graphismes plus détaillés. Kazuko Shibuya contribue notamment à ces graphismes. Bien qu'ils soient meilleurs que ses prédécesseurs, ces graphismes sont encore assez sommaires[Selon qui ?] pour la Super Nintendo.
Masafumi Miyamoto, le producteur des épisodes II et III tient la place de producteur délégué, et Hironobu Sakaguchi, le créateur de la série se charge de la direction du projet. Le jeu est réalisé par une équipe d'une vingtaine de personnes dont plusieurs ont déjà travaillé sur les épisodes précédents. Takashi Tokita rédige le scénario et supervise la création. Hiroyuki Ito, qui travaille sur les combats avec Kazuhiko Aoki et Akihiko Matsui, réalise un tout nouveau système de combat : l'Active Time Battle. Il permet d'inclure une composante temps réel au combat et de dynamiser l'action, le joueur étant obligé de prendre rapidement des décisions, au contraire du système de tour par tour utilisé précédemment. Ce système innovant pour l'époque deviendra rapidement une composante essentielle de la série, Les deux créateurs vétérans de la série Yoshitaka Amano et Nobuo Uematsu, s'occupent respectivement de la création des personnages et de la composition des mélodies. Selon Uematsu, le cœur de l'équipe travaille d'arrache-pied, tous les jours de la semaine de février jusqu'à la sortie en juillet, plusieurs passent même des nuits entières au studio, l'équipe ayant du mal à s'adapter au nouveau harware (matériel) de la console, Final Fantasy IV constituant le premier projet de l'équipe sur la Super Famicom.
Pour la musique de Final Fantasy IV, Uematsu se souvient d'un processus de création difficile. Sujet à des critiques dans des publications japonaises de l'époque, il trouve l'inspiration souvent aux dates butoirs et, avec les programmeurs, a des problèmes pour bien utiliser le processeur sonore de la Super Famicom. En fin de compte pourtant, la presse parle d'une bonne bande-son, tant sur l'inspiration que sur la qualité sonore. Les musiques sont  éditées au Japon dans plusieurs albums. Final Fantasy IV: Original Sound Version et Final Fantasy IV: Celtic Moon sont édités en octobre 1991 à l'occasion d'une réédition du jeu intitulée Final Fantasy IV Easytype; le premier contient la plupart des musiques incluses dans le jeu et le deuxième une sélection réarrangée et interprétée par Máire Breatnach. Un dernier album, intitulé Final Fantasy IV Piano Collections est édité en avril 1992. Il contient une plusieurs mélodies arrangées pour le piano et interprétée par Toshiyuki Mori. L'édition d'un album dédié entièrement au piano deviendra par la suite un constante dans la série. Plusieurs des musiques de Final Fantasy IV acquièrent une certaine popularité, en particulier Theme of Love, une mélodie légère qui accompagne les séquences centrées sur Rosa, qui a été enseigné au programme de sixième dans les écoles japonaises durant l'année 2005. Certaines musiques sont également reprises par les groupes The Black Mages et Project Majestic Mix ou sont régulièrement réutilisées lors des concerts ou des albums dédiés à Final Fantasy,.

## Édition
Le jeu sort sur Super Famicom le 19 juillet 1991, soit environ quinze mois après Final Fantasy III et huit mois après la sortie de la console, alors que celle-ci accueille encore peu de RPGs. Final Fantasy IV arrive surtout plus d'un an avant la sortie du premier opus de Dragon Quest sur Super Famicom, la série phare du RPG au Japon, éditée par Enix.
Comme pour le premier épisode de la saga, Square décide de traduire et d'éditer le jeu aux États-Unis. S'agissant du deuxième opus sorti dans cette région, il est renommé Final Fantasy II et sort le 23 novembre 1991. Pour toucher un public américain suffisamment large, Square modifie plusieurs composantes du jeu pour le rendre plus accessible. Les combats sont rendus plus simples et plus rares et, en accord avec Nintendo, plusieurs éléments sont censurés pour cause de violence, nudité ou vulgarité. Plus généralement, tout ce qui pourrait choquer est retiré, notamment des références judéo-chrétiennes. De plus en raison des capacités limitées des cartouches, plusieurs séquences de dialogues sont supprimées,. Les possibilités de jeu à plusieurs sont également réduites. Pour la promotion, Square fait dessiner de nouveaux artworks et met en avant une apparence enfantine des personnages sur la boîte de jeu, inspirée du visuel de Final Fantasy, premier du nom.
Un mois avant cette sortie, le 29 octobre 1991 Square édite une nouvelle version simplifiée du jeu au Japon. Appelée Final Fantasy IV Easytype, elle est développée à partir de la version non encore traduite du Final Fantasy II américain et se destine au jeune public. Elle reprend les changements de cette version et propose des simplifications supplémentaires comme la plus grande puissance des armes, et quelques changements comme l'entière révision de l'apparence du boss de fin,.

## Rééditions

### PlayStation
Le jeu commence à être réédité à la fin des années 1990 au Japon. Avec la grande popularité qu'a acquis la licence dans l'archipel, Square n'hésite pas à ressortir les anciens épisodes de la série.
La première version est éditée au Japon par Square le 21 mars 1997, soit deux mois après la sortie de Final Fantasy VII qui a connu un bon succès. Réalisé par TOSE sous la direction de Kazuhiko Aoki, ce portage s'appuie sur la version originale du jeu (dite Hardtype) mais inclut quelques modifications mineures de la version Easytype. La principale nouveauté de cette version est l'introduction de deux scènes réalisés en images de synthèse, une en introduction et la seconde à la fin du jeu. Elle sera critiquée pour l'apparition de temps de chargements aux débuts des combats, qui étaient absents auparavant. Ce portage servira de base pour toutes les autres versions du jeu sur PlayStation. Le jeu est réédité au Japon le 11 mars 1999, soit un mois après Final Fantasy VIII (qui connait lui aussi un gros succès) dans la compilation Final Fantasy Collection, regroupant les trois épisodes sortis sur Super Nintendo.
Le jeu est par la suite édité en Amérique du Nord par Square Electronic Arts dans Final Fantasy Chronicles qui comprend aussi Chrono Trigger, un autre RPG populaire de Square de l'ère Super Nintendo. Cette compilation sort le 29 juin 2001, pour profiter de la campagne marketing de Final Fantasy : les Créatures de l'esprit, le premier film tiré de la licence, entièrement en images de synthèse. Le jeu sort aussi pour la première fois en Europe et en Australie accompagné de Final Fantasy V le 17 mai 2002 dans la compilation Final Fantasy Anthology soit une semaine avant Final Fantasy X. Ces deux versions proposent une nouvelle traduction anglaise de meilleure qualité et incluent certains dialogues qui avaient été retirés du Final Fantasy II américain. En revanche aucune autre traduction dans les autres langues européennes n'est proposée.

### WonderSwan Color

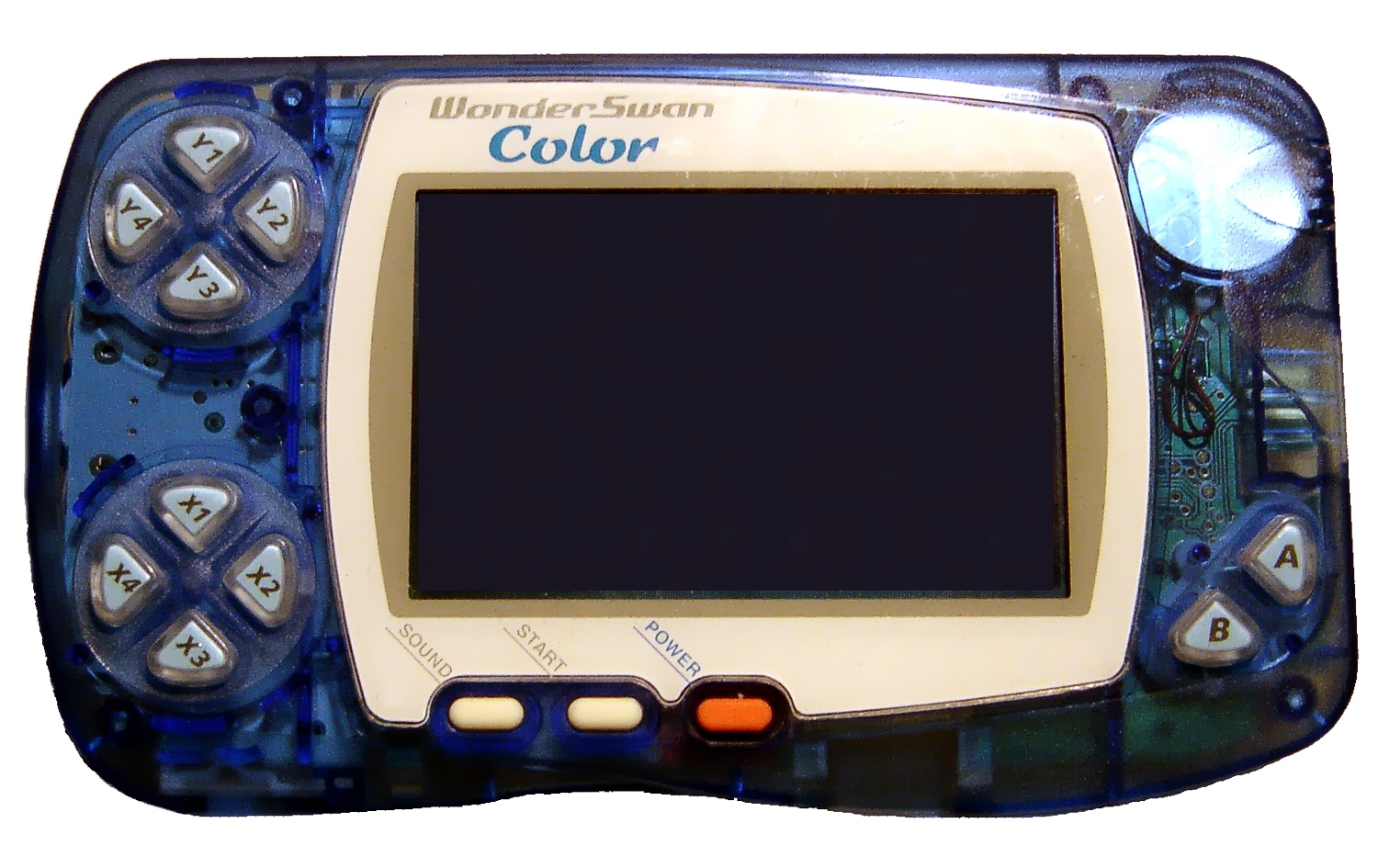
La WonderSwan Color de Bandai.

Suivant les sorties de Final Fantasy I en 2000 puis Final Fantasy II en 2001, Sting développe une nouvelle version de Final Fantasy IV (Final Fantasy III ayant été annulé) pour la console portable japonaise WonderSwan Color. Elle est distribuée le 28 mars 2002 et présente des graphismes plus détaillées accompagnés de couleurs plus douces et d'une difficulté retravaillée, des changements qui seront repris dans le portage Game Boy Advance.

### Game Boy Advance
Le produit est l'objet d'un second portage réalisé par TOSE pour la Game Boy Advance sous le nom de Final Fantasy IV Advance. Il est édité en décembre 2005 par Nintendo en Amérique du Nord et par Square Enix au Japon, puis en février 2006 en Australie et en juin en Europe par Nintendo. Cette fois, le jeu est traduit dans ses versions européennes. Au Japon, le jeu est l'un des seuls à bénéficier d'une coque dédiée pour la console portable Game Boy Micro (dérivée de la Game Boy Advance), arborant Cecil et Kain. Elle est distribuée dans un pack contenant le jeu, la console et la coque. Malgré la complexité et la maturité du scénario original, le jeu est accessible à tout public.
Les développeurs proposent de nombreux petits changements dans cette version. Les graphismes de la version WonderSwan Color sont repris et encore améliorées. Certains passages du scénario original qui n'avait pas été inclus ainsi que certaines possibilités sont ajoutées. Deux donjons, des boss supplémentaires (dont la deuxième forme de Zeromus dans Final Fantasy IV Easytype) et de nouvelles armures font leurs apparitions.

### Nintendo DS

Logo de la nouvelle version DS sortie en 2007.

En 2007-2008 sort un remake complet du jeu en 3D pour la Nintendo DS, à l'occasion d'une campagne de promotion de Square Enix sur le vingtième anniversaire de la série Final Fantasy. Il est réalisé par Matrix Software qui vient de s'occuper d'un travail similaire sur Final Fantasy III pour la même console. Le jeu est supervisé par plusieurs créateurs du jeu original. Takashi Tokita est directeur et producteur délégué du projet. Hiroyuki Ito travaille de nouveau sur la création des combats et Yoshinori Kanada dirige la nouvelle mise en scène des séquences de dialogue.
Le jeu présente une réalisation graphique de bonne facture pour la DS. Les développeurs incluent plusieurs nouveautés dont un système de capacités supplémentaire, en plus des nombreuses modifications qu'impose le passage à la 3D, comme une révision partielle de la mise en scène. Grâce à la plus grande puissance de la machine, les développeurs sont capables de proposer des musiques refaites, une séquence d'introduction en images de synthèse, et des dialogues doublés. Mais le nouveau système de combat est jugé trop lent par les critiques.

### PSP
Le dernier remake en date est connu sous le nom de Final Fantasy IV Complete Collection. Sur cette édition sont présents Final Fantasy IV, sa suite Les Années Suivantes et un Interlude reliant les deux. Le jeu est optimisé en 2D, avec possibilité de choisir les musiques originales.

### iPhone
Une version "Pixel Remaster" est sortie sur iPhone le 8 septembre 2021. Le design s'inspire de la version originale sur SNES avec un mélange entre graphismes HD et pixel art. Cette version offre un affichage en 16/9 et de nombreux effets visuels améliorés comme le mouvement de l'eau. La bande son a été réalisée par Nobuo Uematsu avec un nouvel arrangement orchestral.

## Réception

### Licence
Après plusieurs rééditions du jeu sur PlayStation et les consoles portables WonderSwan Color et Game Boy Advance qui réalisent de bons chiffres de vente, Square Enix continue de capitaliser sur Final Fantasy IV qui devient une licence à part entière. La sortie du remake entièrement en 3D sur Nintendo DS en décembre 2007 au Japon constitue véritablement un projet d'importance pour l'entreprise, qui soigne la réalisation du jeu.
Pour profiter du réveil de la licence, Square Enix commence à faire éditer une suite du jeu original sur les téléphones mobile japonais en février 2008. Tout d'abord distribuées pour les DoCoMo FOMA, les différents chapitres que constituent cette suite sont ensuite disponibles pour au en mai puis sur Yahoo! Keitai en novembre. Square Enix distribue gratuitement le premier chapitre et fait payer les dix suivants, édités à intervalles réguliers. Le jeu est par la suite édité en Europe et en Amérique du Nord via le service de téléchargement Wiiware de la Wii selon le même modèle de distribution. Le produit s'intitule Final Fantasy IV : Les Années suivantes et commence à être édité en juin 2009. Le jeu prend place dix-sept années après le scénario original et se concentre sur l'histoire de Céodore, le fils de Cecil et Rosa. Le scénario fait intervenir les anciens héros et de nouveaux personnages. Chaque chapitre se concentre sur un personnage particulier. Réalisé par Matrix Software sous la direction de Takashi Tokita, le jeu reprend les mêmes mécanismes que son ainé et propose les anciens graphismes remis au goût du jour ainsi que les mélodies originales d'Uematsu. Le jeu reste populaire au Japon, en témoignent le total des ventes nippones qui atteignent 3 millions de téléchargement payants fin mars 2009.
Square Enix fait publier pour Noël 2008 au Japon une adaptation en roman de Final Fantasy IV, dans deux volumes illustrés par les dessins d'Amano.